# Čenětice
Čenětice jsou osada ležící ve Středočeském kraji, v okrese Praha-východ. Jsou administrativní součástí obce Křížkový Újezdec; ten leží 1,5 km jižním směrem. V katastru Čenětic asi 1 km východně od vesnice v lese Okrouhlíku pramení Botič.

## Historie
První písemná zmínka o Čeněticích pochází z roku 1088.

## Další fotografie

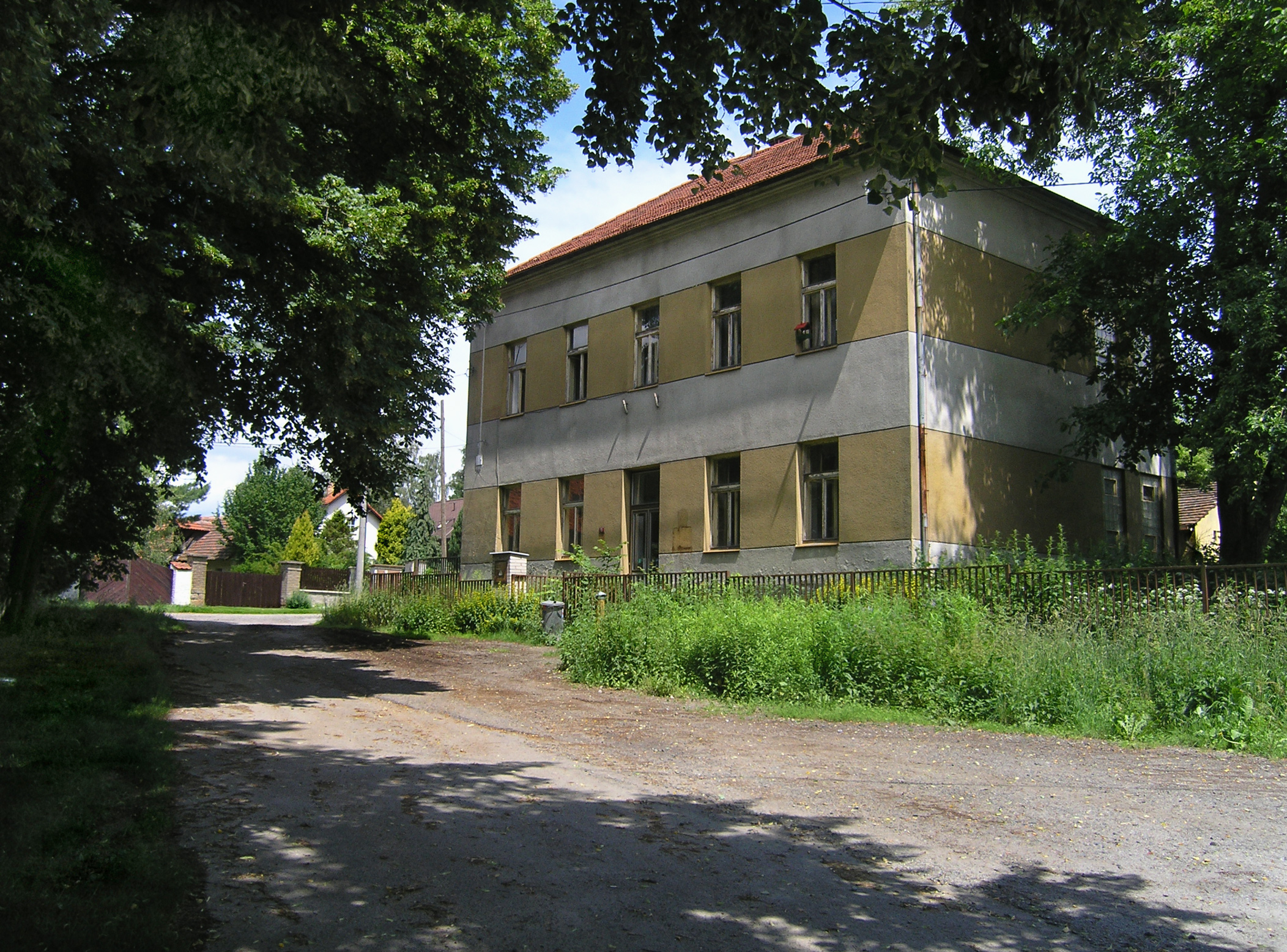
Bývalá škola
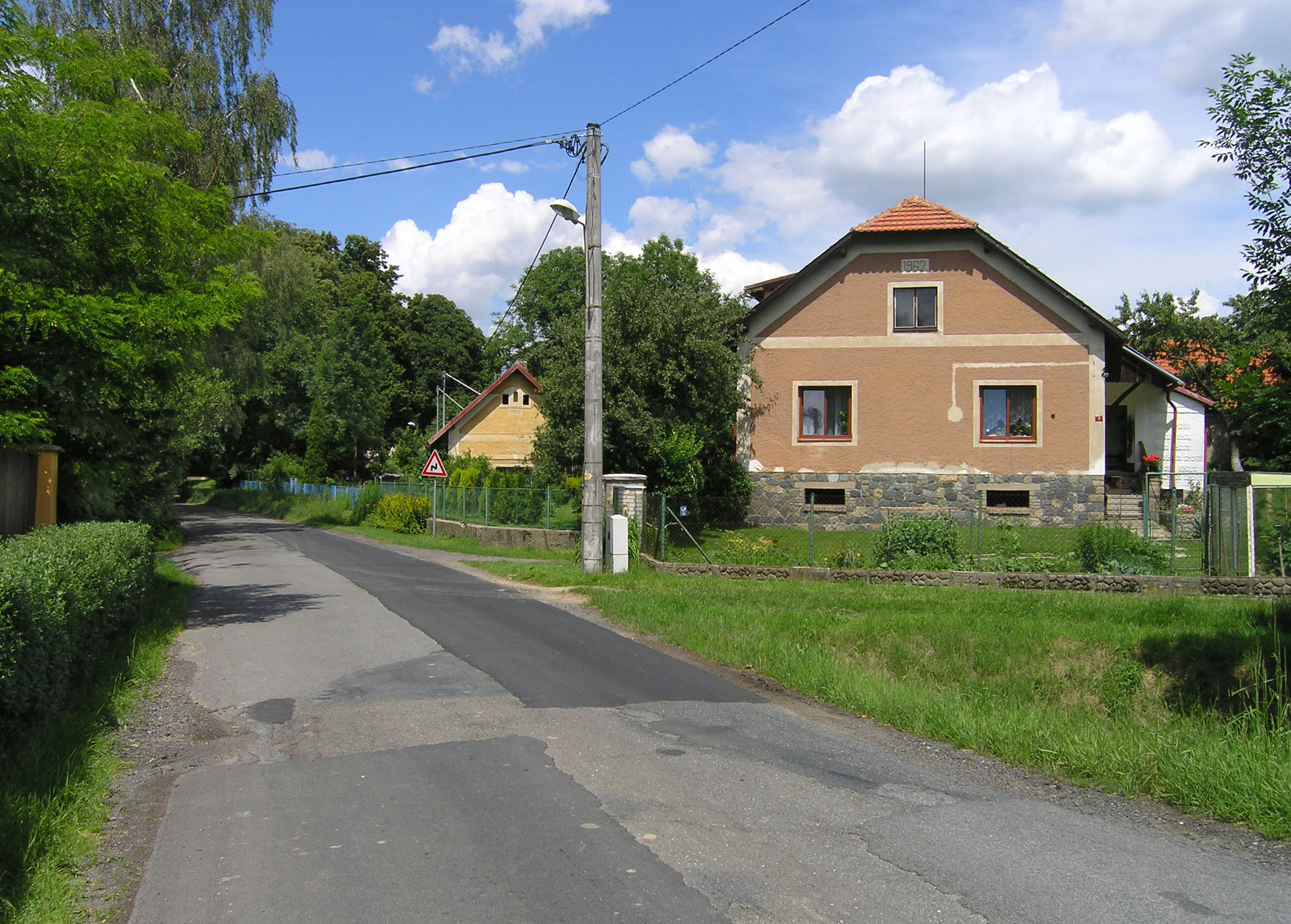
Příjezd z jihu od Křížkového Újezdce
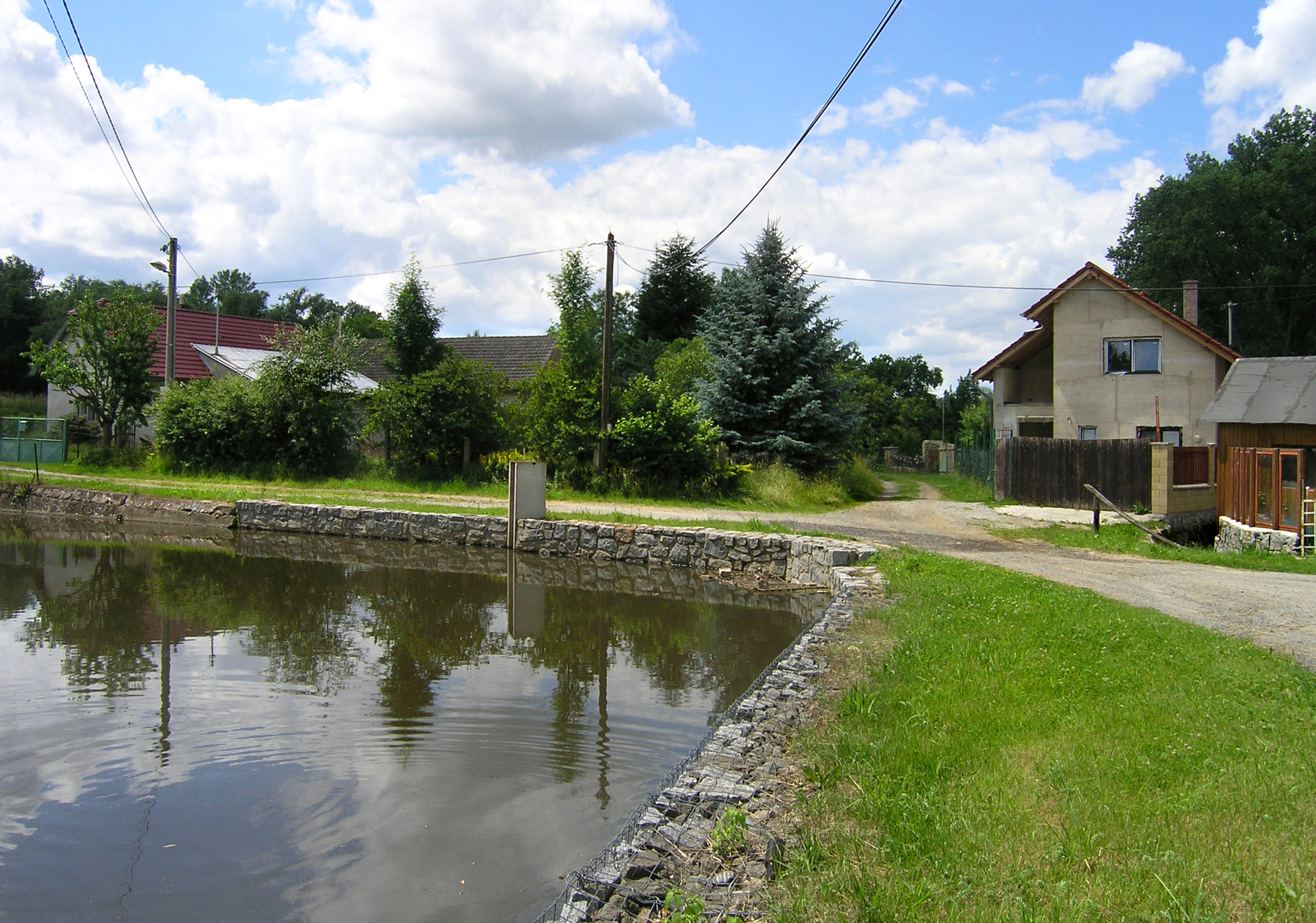
Rybník na Botiči